# مايك هال (لاعب كرة قدم أمريكية)
مايك هال (بالإنجليزية: Mike Hull)‏ هو لاعب كرة قدم أمريكية أمريكي، ولد في 2 أبريل 1945 في La Crescenta-Montrose, California ‏ في الولايات المتحدة.